# NGC 3427
NGC 3427 est une galaxie spirale située dans la constellation du Lion. NGC 3427 a été découverte par l'astronome allemand Wilhelm Tempel en 1877.

## Caractéristiques
Sa vitesse par rapport au fond diffus cosmologique est de 6 739 ± 25 km/s, ce qui correspond à une distance de Hubble de 99,4 ± 7,0 Mpc (∼324 millions d'al).
À ce jour, une mesure non basée sur le décalage vers le rouge (redshift) donne une distance d'environ 100,000 Mpc (∼326 millions d'al). Cette valeur est à l'intérieur des valeurs de la distance de Hubble
Selon la base de données Simbad, NGC 3427 est une galaxie LINER, c'est-à-dire une galaxie dont le noyau présente un spectre d'émission caractérisé par de larges raies d'atomes faiblement ionisés.

## Groupe de NGC 3462
Selon un article publié par Abraham Mahtessian en 1998, NGC 3427 fait partie d'un groupe de 4 galaxies, le groupe de NGC 3462. Les deux autres galaxies du groupe sont NGC 3425 et NGC 3441.